# Ърнест Фавенк
Ърнест Фавенк (на английски: Ernest Favenc) е английски журналист, историк, изследовател на Австралия.

## Ранни години (1845 – 1878)
Роден е на 21 октомври 1845 година в Лондонския квартал Уолуърт, графство Съри, Англия, в семейството на търговеца Авраам Джордж Фавенк и съпругата му Ема Джоунс. Учи в гимназия Werderscher в Берлин, а след това завършва Temple College в Коули, Оксфордшир. През 1864 г. пристига в Нов Южен Уелс и продължава семейната традиция, като се занимава в търговска дейност.

## Изследователска дейност (1878 – 1880)
През 1877 г. австралийското правителство взема решение за построяване на жп линия от щата Куинсланд до най-северния австралийски град Дарвин. За тази цел Фавенк е натоварен със задачата да проучи трасето на бъдещата жп линия и дали е възможно нейното построяване. От юли до декември 1878 г. пресича Северна Австралия от югоизток на северозапад, от град Барколдайн (23°30′ ю. ш. 145°15′ и. д. / 23.5° ю. ш. 145.25° и. д.), през платото Баркли, станция Дейли Уотърс на трансавстралийския телеграф до град Дарвин.
В началото на 80-те години на 19 век провежда още две експедиционни проучвания: на юг от залива Карпентария и в северозападната част на Западна Австралия.

## Следващи години (1880 – 1908)
След експедициите си се заселва в Сидни, където на 15 ноември 1880 се жени за Елизабет Джейн Матюс.
Освен с изследователска Фавенк се занимава и с литературна дейност. Из под перото му излизат няколко публикации посветени на Австралия и нейната природа. Освен това пише разкази и стихове за деца и няколко книги, посветени на откриването и изследването на Австралия.
Умира на 14 ноември 1908 година в Сидни на 63-годишна възраст.